# Mladorossy

Wappen der Mladorossy

Mladorossy (russisch Младороссы ‚Junge Russen‘ oder ‚Jungrussen‘), später Sojus Mladorossow (russisch Союз Младороссов ‚Union der jungen Russen‘), war eine russische monarchistisch-legitimistische und protofaschistische Emigrantenbewegung der 1920er und 1930er Jahre, die von Alexander Lwowitsch Kasem-Bek angeführt wurde.

## Geschichte
Im Februar 1923 wurde auf dem Generalkongress der national gesinnten russischen Jugend in München die Gründung der Union „Junges Russland“ beschlossen. Auf dem Generalkongress der national gesinnten russischen Jugend unter der Leitung von S. M. Tolstoi-Miloslawski wurde Alexander Lwowitsch Kasem-Bek ihr Anführer. Später, im Jahr 1925, wurde die Organisation in Mladorossy-Union und 1934 in Mladorossy-Partei umbenannt. Im Jahr 1943 löste sich die Bewegung auf.

## Ideologie
Die Mladorossy strebten nach einer modernisierten Monarchie mit korporatistischen Elementen und unterstützten den Thronprätendenten Kyrill Wladimirowitsch Romanow in diesem Sinne. Gemäß ihres Leitspruchs „Der Zar und die Sowjets!“ sollte nach einer nationalen Revolution, der zu dienen ihr unter dem Neologismus des „Jungrussentums“ (Mladorosskost) gefasstes Hauptziel war, eine hybride, „neomonarchistische“ Regierungsform verwirklicht werden, in der ein über den Klassen stehender Zar durch die zu erhaltenden Sowjets einen engen Zusammenhalt mit dem Volk aufrechterhalten könne.
Laut dem Historiker Robert H. Johnston verbanden die Jungen Russen „einen russischen Patriotismus mit einer begrenzten Anerkennung der sowjetischen Realitäten und verstanden es, von der Desillusionierung der europäischen Jugend, einschließlich der russischen Flüchtlinge, zu profitieren.“ Sie traten für einen Kollektivismus ein, ohne Privatunternehmen und individuelle Rechte abzulehnen, und stützten sich dabei – vom italienischen und deutschen Faschismus beeinflusst – auf eine Art Führerprinzip.

## Veröffentlichungen
Von der rechtsextremen Presse Frankreichs als Ausländer ignoriert, obwohl sie Positionen der Action française übernahmen und inhaltlich den Wochenzeitungen Je suis partout sowie Gringoire nahestanden, gaben die Jungrussen eigene Periodika in französischer Sprache unter den Titeln Russie 1937 [1938, 1939] und Bulletin d’information du Parti jeune-russe heraus. Als russischsprachige Parteizeitung fungierte zunächst der Mladorosskaja iskra („Funke des jungen Russlands“), der unregelmäßig von 1931 bis 1935 erschien und 1934 vom Bodrost („Mut“) als das Pariser Organ der Bewegung abgelöst wurde.

## Bekannte Mitglieder
- Alexander Lwowitsch Kasembek
- Wladimir Krasinsky
- Sergej Obolenski
- Dmitri Pawlowitsch Romanow[8]
- Anatolij Steiger[9]